# Гебхард VII фон Мансфелд-Мителорт
Гебхард VII фон Мансфелд-Мителорт (на немски: Gebhard VII von Mansfeld zu Mittelort; * 1478; † 13 септември 1558 в дворец Мансфелд) от „младата линия“ на Дом Мансфелд е граф на Мансфелд-Мителорт. Той основава линията Мителорт, която изчезва през 1602 г.
Той е син на граф Ернст I фон Мансфелд-Хинтерорт († 1486) и съпругата му Маргарета фон Мансфелд († 1531), дъщеря на граф Гебхард VI фон Мансфелд-Кверфурт (1429 – 1492) и Аделхайд фон Олденбург (1425 – 1492/1454), сестра на датския крал Кристиан I (1426 – 1481). Брат му Албрехт VII (1480 – 1560) е граф на Мансфелд-Хинтерорт.
През 1501 г. след подялба на наследството Гебхард VII получава Зеебург, Мителорт-Мансфелд и Шраплау, През 1515 – 1518 г. той разширява дворец Зеебург. Умира на 13 септември 1558 г. в дворец Мансфелд и е погребан в дворцовата църква Зеебург.

## Фамилия
Гебхард VII се жени през 1509 г. за Маргарета фон Глайхен-Бланкенхайн (* ок. 1480; † 1 август 1567), дъщеря на граф Карл I фон Глайхен-Бланкенхайн (1460 – 1495) и графиня Фелицитас фон Байхлинген (1468 – 1500). Те имат 9 деца:
- Магдалена (1509/10 – 1540), омъжена на 16 март 1524 г. в Детмолд за граф Симон V фон Липе (1471 – 1536)
- Йобст I († 1536 на императорска служба в Аоста или Асти)
- Агнес (1511 – 1558), омъжена на 23 януари 1526 г. в Зеебург за граф Волфганг I фон Барби-Мюлинген (1494/1502 – 1564/65)
- Кристоф II (1520 – 1591), граф на Мансфелд-Мителорт, женен ок. 1549 г. за графиня Амалия фон Шварцбург-Бланкенбург-Рудолщат (1528 – 1589)
- Албрехт (VIII) († млад)
- Георг (ок. 1514 – 1546)
- Маргарета (ок. 1516 – 1573), омъжена на пр. 4 май 1551 г. в Рудолщат за граф Райнхард фон Изенбург-Бюдинген-Бирщайн (1518 – 1568)
- Анна, омъжена за Мориц Шлик граф на Басано и Вайскирхен (1524 – 1578)
- Доротея († 1560), омъжена I. на 9 май 1535 г. за Ханс Шенк фон Таутенбург († 1551), II. за граф Волфганг Зигмунд фон Глайхен-Бланкенхайн († 1554), III. април 1559 г. за бургграф Зигмунд II фон Кирхберг († 1570)